# ボー・ギャレット
ボー・ギャレット（Beau Garrett、本名：Beau Jessie Garrett、1982年11月28日 - ）は、アメリカ合衆国の女優。

## 来歴
「ゲス」キャンペーンガールなどを経て、2004年に『NORTH SHORE ノース・ショア』で女優デビュー。

## 主な出演作品

### 映画
- ブラッド・パラダイス Turistas (2006)
- エイリアン・ライジング Unearthed (2007)
- ファンタスティック・フォー:銀河の危機 Fantastic Four: Rise of the Silver Surfer (2007)
- 近距離恋愛 Made of Honor (2008)
- トロン: レガシー Tron: Legacy (2010)
- フリーランサー NY捜査線 Freelancers (2012)

### テレビドラマ
- NORTH SHORE ノース・ショア North Shore (2004)
- クリミナル・マインド FBI行動分析課 Criminal Minds (2011)
- グッド・ドクター The Good Doctor (2017-2018,2020)